# Delia orwelliana
Delia orwelliana är en tvåvingeart som beskrevs av Griffiths 1993. Delia orwelliana ingår i släktet Delia och familjen blomsterflugor.
Artens utbredningsområde är Minnesota. Inga underarter finns listade i Catalogue of Life.